# Georg Partheymüller
Georg Partheymüller (* 3. November 1892 in Marktzeuln; † 18. Juni 1977) war ein deutscher Müller und Politiker.

## Leben
Partheymüller besuchte die Volksschule in Marktzeuln und die Realschule in Rosenheim, die er 1908 mit der mittleren Reife verließ. Er machte die Lehre zum Müller sowohl im elterlichen Betrieb als auch in einigen anderen Mühlenbetrieben und 1911 an der Müllerschule in Berlin. Nachdem er 1913 freiwillig im Militär tätig gewesen war, leistete er Ersten Weltkrieg Dienst mit Beförderungen zum Leutnant und Kompanieführer. Nach dem Krieg übernahm er 1919 den Kunstmühlen- und Landwirtschaftsbetrieb seiner Eltern, von 1959 an war er auch Besitzer eines Elektrizitätswerks.
Partheymüller war vom 3. Juli 1937 bis zum 9. September 1937 im KZ Dachau in Haft.
Von 1945 bis 1958 war Partheymüller Bürgermeister der Gemeinde Marktzeuln. Gleichzeitig ab 1956 gehörte er dem Kreistag und dem Kreisausschuss des Landkreises Lichtenfels an und war beim Bayerischen Gemeindetag Vorsitzender des Kreisverbands Lichtenfels und des Bezirksverbands Oberfranken. Von 1958 bis 1963 war er Mitglied des Bayerischen Senats.

## Ehrungen
- 1955: Verdienstkreuz am Bande der Bundesrepublik Deutschland